# Невинные создания
«Невинные создания» — семейный приключенческий фильм 2008 года, снятый по произведениям Аркадия Тимофеевича Аверченко. Представляет собой киноальманах из двух частей: «Фартовая девчонка» (по рассказу «Нянька») и «Воспитатель Киси» (по рассказу «Кривые Углы»).

## Сюжет
Фильм состоит из двух историй, действия которых происходят в России в начале XX века.

### «Фартовая девчонка»
Беглый вор забредает в чей-то сад и обнаруживает в нём маленькую девочку, которая осталась на даче одна. Не видя в преступнике угрозы, малышка рассказывает ему, что дома одна, и предлагает вместе поиграть. Желающего чем-нибудь поживиться вора девочка заводит в дом, однако дальнейшие события разворачиваются совсем не так, как задумывал злоумышленник.

### «Воспитатель Киси»
Гимназисту Поползухину уготована незавидная участь — быть репетитором капризного и избалованного Киси. Главная причина их разногласий — разные ожидания друг от друга: учитель пытается вбить знания в голову ученика, который, в свою очередь, не горит желанием учиться. Однако неожиданно заклятые враги находят общий язык — в игре, которой они увлекаются вместе.

## В ролях
| Актёр             | Роль                   |
| ----------------- | ---------------------- |
| Алексей Панин     | Мишка                  |
| Евгения Жигайлова | Вера                   |
| Михаил Церишенко  | господин с табакеркой  |
| Владимир Горюшин  | господин без табакерки |
| Игорь Серебряный  | господин без табакерки |
| Олег Семисынов    | городовой              |
| Юрий Бердников    | бильярдист             |

| Актёр            | Роль            |
| ---------------- | --------------- |
| Антон Преснов    | Поползухин      |
| Юрий Кузнецов    | Свинопасов      |
| Ольга Хохлова    | Свинопасова     |
| Викентий Трошин  | Кися            |
| Татьяна Рыбинец  | дворовая девка  |
| Михаил Павлик    | дворовой парень |
| Наталья Смирнова | кухарка         |
| Вера Бадина      | приживалка      |
| Новелла Журина   | приживалка      |

## Награды
- 2008 — Приз жюри за лучшую детскую роль (Евгения Жигайлова) в программе «Наше новое детское кино» на фестивале «Московская премьера»[2]
- 2008 — Приз за лучшую режиссёрскую работу с детьми (Евгений Юликов, Юрий Бердников) в конкурсной программе для самых маленьких «КиноМалыШОК» на Открытом фестивале кино стран СНГ, Латвии, Литвы и Эстонии «Киношок»[3]
- 2008 — Приз за лучшую режиссёрскую работу (Евгений Юликов, Юрий Бердников) на VIII Детском международном фестивале искусств «Кинотаврик»[4]
- 2008 — Приз за лучшую детскую роль (Евгения Жигайлова) на VIII Детском международном фестивале искусств «Кинотаврик»[4]
- 2008 — Гран-при X Детского кинофестиваля «Листопадик»[5][6]